# Nomen conservandum
|  | Dieser Artikel wurde aufgrund von formalen oder inhaltlichen Mängeln in der Qualitätssicherung Biologie zur Verbesserung eingetragen. Dies geschieht, um die Qualität der Biologie-Artikel auf ein akzeptables Niveau zu bringen. Bitte hilf mit, diesen Artikel zu verbessern! Artikel, die nicht signifikant verbessert werden, können gegebenenfalls gelöscht werden. Lies dazu auch die näheren Informationen in den Mindestanforderungen an Biologie-Artikel. |

Ein nomen conservandum (Plural nomina conservanda, abgekürzt als nom. cons., englisch conserved name) ist ein wissenschaftlicher Name, der innerhalb der biologischen Nomenklatur konserviert wird. Nomen conservandum ist ein lateinischer Ausdruck mit der Bedeutung „zu bewahrender Name“. So verwendet der Internationale Code der Nomenklatur für Algen, Pilze und Pflanzen (ICN) den lateinischen Begriff, während der Internationale Code für die Zoologische Nomenklatur (ICZN) den englischen bevorzugt.
Das Prozedere, einen botanischen Namen zum nomen conservandum zu machen, unterscheidet sich von dem für einen zoologischen Namen üblichen. Unter Anwendung des „botanischen Codes“ können Namen zugunsten besonderer nomina conservanda in Form eines nomen rejiciendum (nom. rej.) oder nomina utique rejicienda (nom. utique rej.) auch als rejected ‚abgelehnt‘ oder suppressed ‚unterdrückt‘ geführt werden. Auch Kombinationen von nomina rejicienda werden als „nom. rej.“ behandelt.

## Botanik

### Bewahrung
In der botanischen Nomenklatur ist conservation ‚Konservieren‘ ein Verfahren nach Artikel 14 des ICN. Sein Zweck ist es,

“to avoid disadvantageous nomenclatural changes entailed by the strict application of the rules, and especially of the principle of priority […]”

„unvorteilhafte Änderungen der Nomenklatur zu vermeiden, die sich aus der strikten Anwendung der Regeln, insbesondere des Prinzips der Priorität, ergeben würden […]“

Das Konservieren kann Auswirkungen auf die Original-Schreibweise, den Typus oder (am häufigsten) auf das Prioritätsprinzip der Namen haben.
- Eine konservierende Schreibweise (orthographia conservanda, abgekürzt orth. cons., englisch conserved spelling) erlaubt den weiteren Gebrauch einer bestimmten Schreibweise, auch wenn der Name im Original mit einer anderen publiziert wurde: Euonymus (statt Evonymus), Guaiacum (statt Guajacum) usw. (siehe auch Orthographische Variante).
- Konservierte Typen (typus conservandus, abgekürzt typ. cons., englisch conserved types) werden oft etabliert, wenn herausgefunden wird, dass das Typus-Exemplar tatsächlich zu einem anderen als dem beschriebenen Taxon gehört, wenn der Name allgemein fälschlicherweise auf ein anderes Taxon angewandt wurde oder wenn der Typus zu einer kleinen, von der monophyletischen Masse des Taxons abzutrennenden Gruppe gehört.
- Das Konservieren eines Namens gegen ein früheres taxonomisches (heterotypisches) Synonym (welches ein nomen rejiciendum führt) ist nur dann relevant, wenn ein einzelner Taxonom beide Typen im selben Taxon führt.

### Zurückweisung
Neben dem Konservieren von Namen verschiedener Rangstufen (Art. 14) bietet der ICN auch die Option, Namen nach Artikel 56 nicht regulär abzulehnen (nomen utique rejiciendum, englisch suppressed name), eine Möglichkeit, ein nomen rejiciendum zu schaffen, das nicht mehr verwendet werden kann. Die nicht-reguläre Ablehnung eines Namens ist auf jeder Rangstufe möglich.
Die Zurückweisung eines individuellen Namens unterscheidet sich von der Ablehnung von Werken (opera utique oppressa) nach Artikel 34, welche für die Auflistung bestimmter taxonomischer Ränge in bestimmten Publikationen gilt, bei denen davon ausgegangen wird, dass sie keine gültigen veröffentlichten Namen enthalten.

### Auswirkungen
Widersprüchliche nomina conservanda betreffen die normalen Regeln des Prioritätsprinzips. Getrennte Vorschläge (informell als „Superkonservierungs“-Vorschläge bezeichnet) können ein nomen conservandum davor bewahren, von anderen übernommen zu werden. Das Konservieren hat jedoch unterschiedliche Konsequenzen, die vom zu schützenden Namenstyp abhängen:
- Ein konservierter Familienname wird gegen alle anderen Familiennamen geschützt, die auf den Namen der von den Taxonomen als Teil derselben Familie angesehenen Gattungen beruhen würden.
- Ein konservierter Gattungs- oder Artname wird gegen alle Homonyme, homotypischen Synonyme und diejenigen spezifischen heterotypischen Synonyme, die gleichzeitig als nomina rejicienda (wie auch deren eigene homotypische Synonyme) ausgewiesen sind, geschützt. Solange Änderungen der Taxonomie vorgenommen werden, können für weitere Namen neue Vorschläge zu Konservieren oder Ablehnung gemacht werden.

### Dokumentation
Konservierte und abgelehnte (wie auch unterdrückte) Namen werden in den Anhängen des ICN aufgeführt. Seit der Auflage des Codes von 2012 (Melbourne) vereinigt ein eigener Band die einzelnen Anhänge (mit Ausnahme des Anhangs I mit den Namen von Hybriden). Der Inhalt des zweiten Bandes wird aus einer Datenbank generiert, welche außerdem die Historie publizierter Vorschläge und ihrer Ergebnisse enthält, die verbindlichen Entscheidungen, ob ein Name gültig publiziert wurde (Artikel 38.4), und darüber, ob er ein Homonym  ist (Artikel 53.5). Diese Datenbank kann online abgefragt werden.

## Zoologie
In der Zoologie ist eher der Begriff conserved name als nomen conservandum gebräuchlich; er wird auch im International Code of Zoological Nomenclature benutzt, obwohl beide Begriffe im informellen Gebrauch austauschbar genutzt werden.
Im Glossar des International Code of Zoological Nomenclature (dem Code für Tiernamen, einem von mehreren Nomenklatur-Codes) wird dies wie folgt definiert:
conserved name

“A name otherwise unavailable or invalid that the Commission, by the use of its plenary power, has enabled to be used as a valid name by removal of the known obstacles to such use.”

„Ein anderweitig nicht verfügbarer oder ungültiger Name, den die Kommission kraft ihrer Plenar-Macht als gültigen Namen anerkennt und gleichzeitig alle bekannten Hürden für dessen Verwendung beseitigt.“

Dies ist eine viel allgemeinere Definition als die für ein nomen protectum, welches einen speziell geschützten Namen darstellt, der entweder ein jüngeres Synonym oder ein Homonym ist, welches aufgrund der Einordnung eines älteren Synonyms oder Homonyms als nomen oblitum (englisch forgotten name ‚vergessener Name‘) in Gebrauch ist.
Ein Beispiel eines conserved name ist der Name der Dinosaurier-Gattung Pachycephalosaurus, der 1943 formell beschrieben wurde. Später stellte sich die Identität der Gattungen Tylosteus (welche 1872 formell beschrieben wurde) und  Pachycephalosaurus (der zum Synonym wurde) heraus. Nach den üblichen Regeln bekam der Name Tylosteus den Vorzug und hätte normalerweise der gültige Name sein sollen. Doch die International Commission on Zoological Nomenclature (ICZN) legte fest, dass dem Namen Pachycephalosaurus der Vorzug zu geben und er als gültiger Name zu nutzen sei, weil er in allgemeinerem Gebrauch und den Wissenschaftlern eher bekannt sei.
Die Details des Prozederes der ICZN unterscheiden sich von denen in der Botanik, aber das Grundprinzip des Vorgehens ist dasselbe, wonach Anträge auf Überprüfung an eine Kommission gerichtet werden.